# Силвер Лејк (Флорида)
Силвер Лејк (енгл. Silver Lake) насељено је место без административног статуса у америчкој савезној држави Флорида.

## Демографија
По попису из 2010. године број становника је 1.879, што је 3 (-0,2%) становника мање него 2000. године.
| Група             | 2000.         | 2010.         |
| Белци             | 1.683 (89,4%) | 1.615 (85,9%) |
| Афроамериканци    | 73 (3,9%)     | 100 (5,3%)    |
| Азијати           | 64 (3,4%)     | 62 (3,3%)     |
| Хиспаноамериканци | 42 (2,2%)     | 73 (3,9%)     |
| Укупно            | 1.882         | 1.879         |